# Port-Galland
Port-Galland est un hameau de la commune de Saint-Maurice-de-Gourdans, dans l'Ain.

## Présentation
Le hameau est connu pour son pont qui permet de traverser la rivière d'Ain. En 1944, il a été le théâtre de violents affrontements au cours de la bataille de Meximieux,.

## Galerie

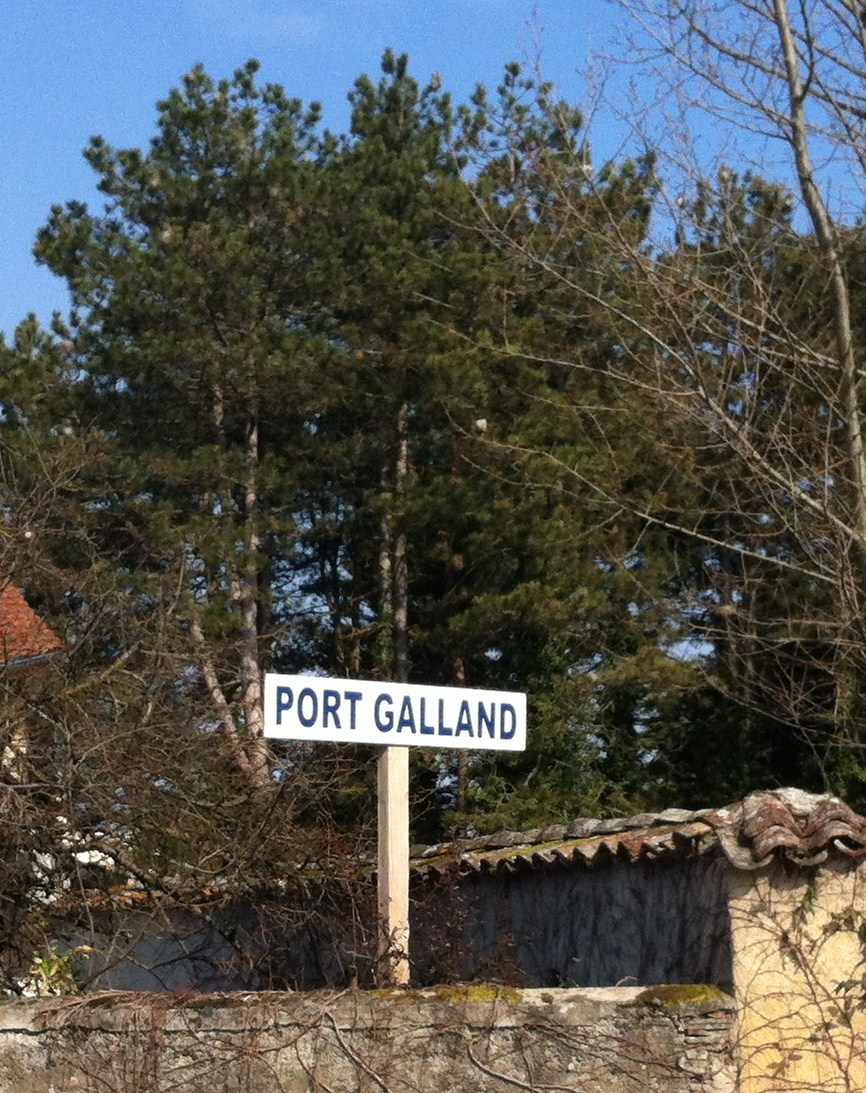
Panneau Port-Galland.
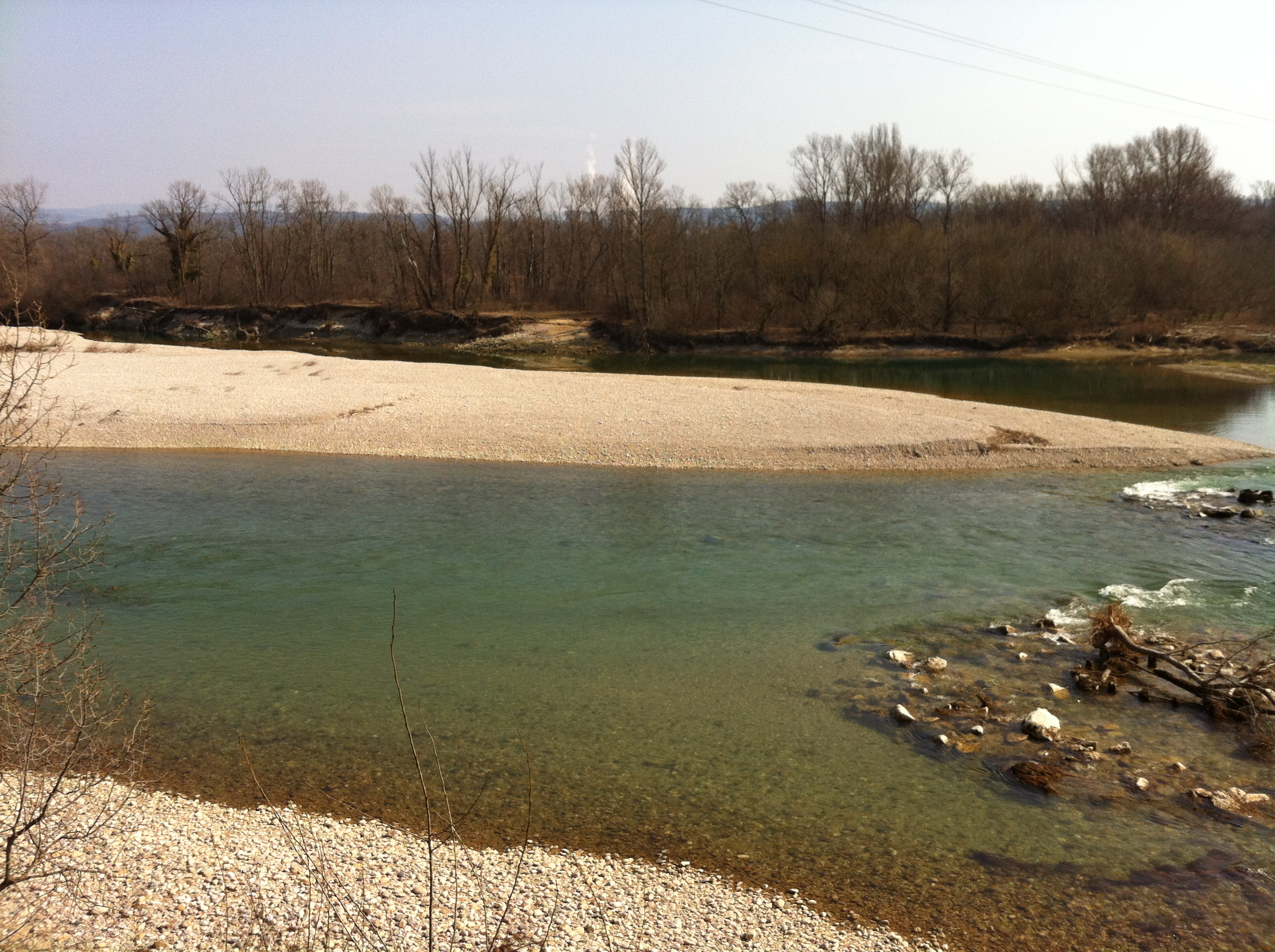
La rivière d'Ain depuis le pont.
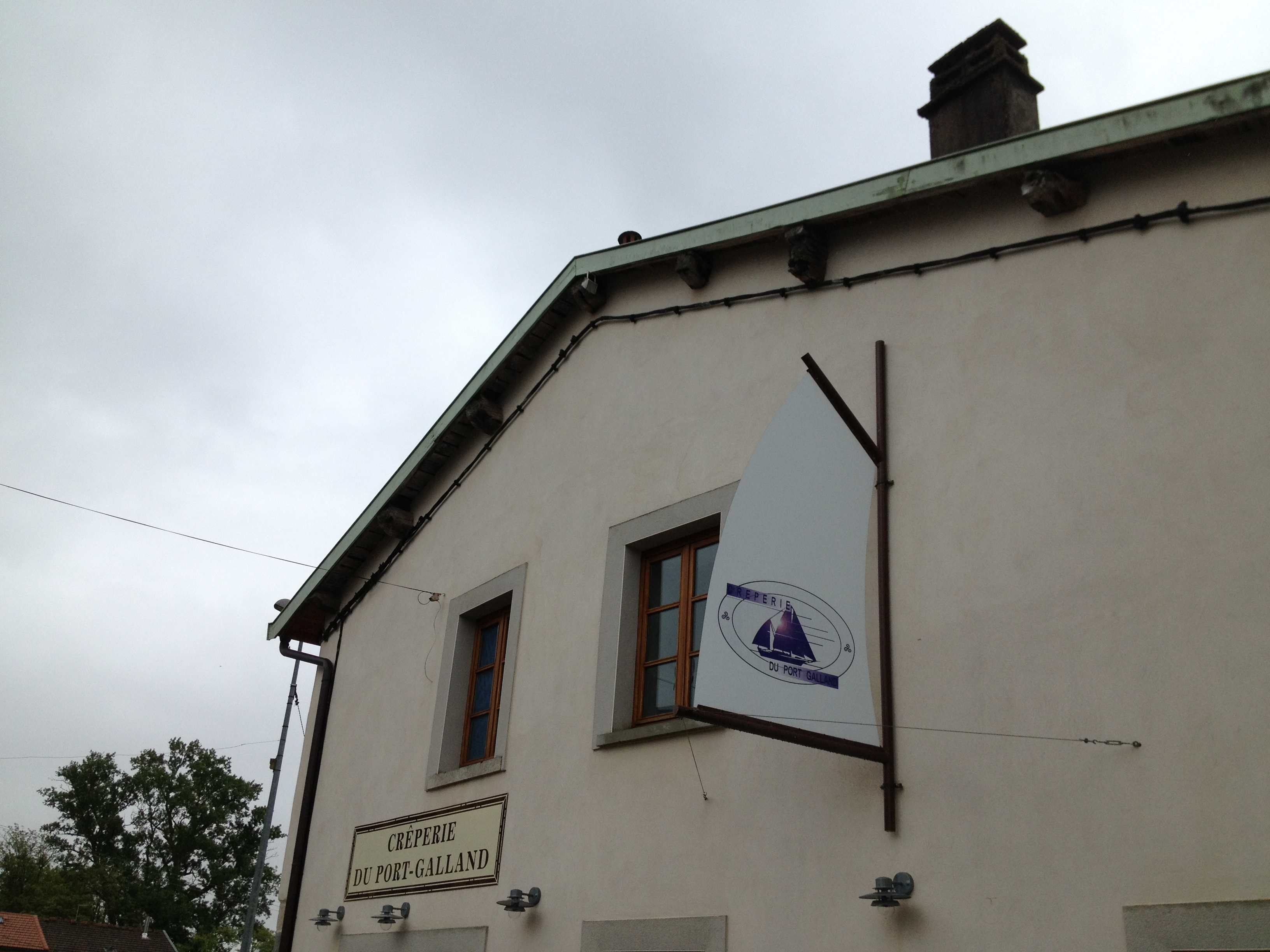
La crêperie du Port-Galland.
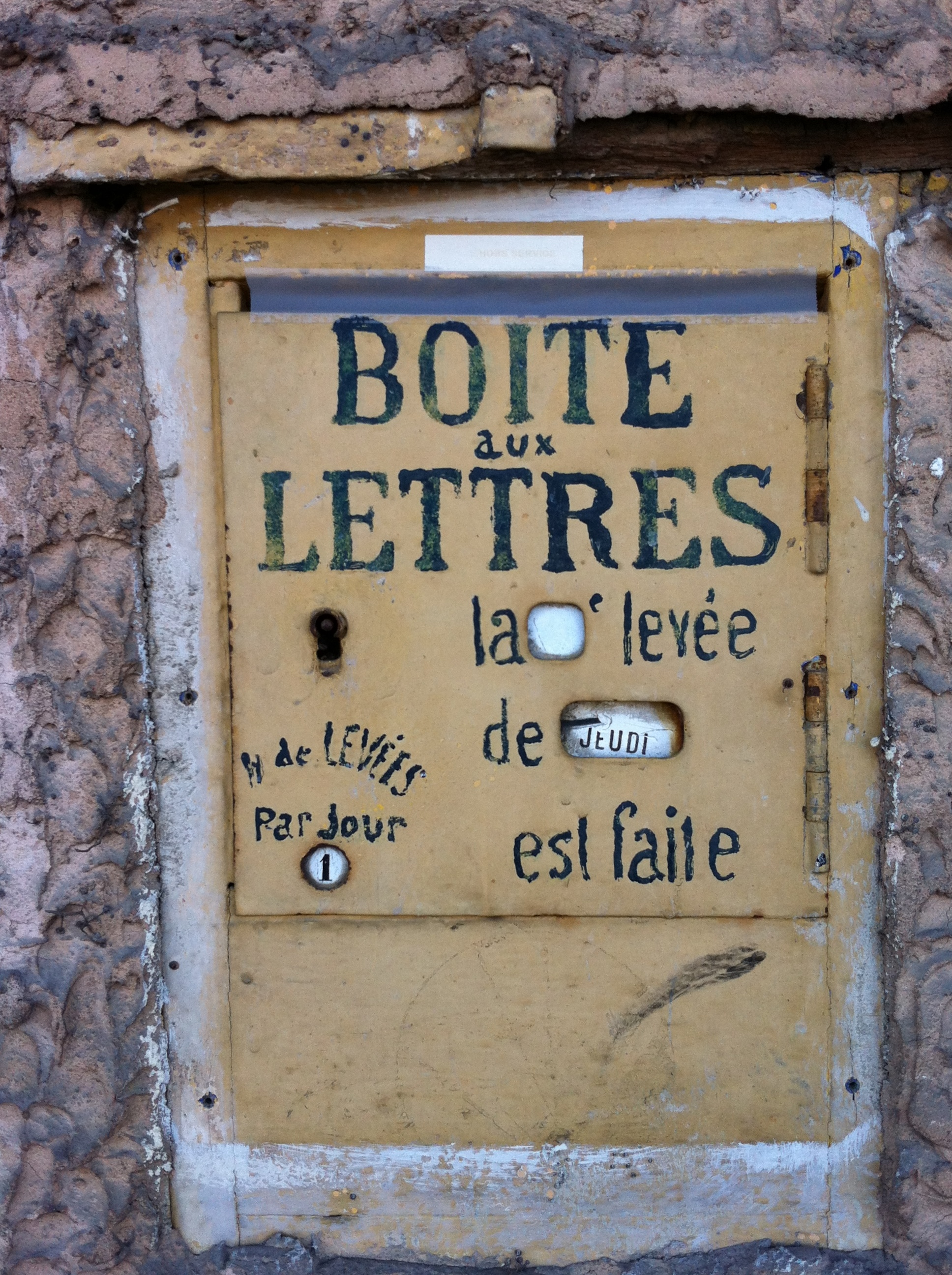
Une boîte aux lettres ancienne dans le hameau.